# Suzanne Rey
Pour les articles homonymes, voir Rey.
Suzanne Rey (1915-2006) est une enseignante française de lettres.

## Biographie
Fille d'Augustin Rey, ingénieur des arts et métiers d'origine aveyronnaise, Suzanne Rey naît le 21 mars 1915 à Paris. Après un pensionnat privé, elle suit les cours du lycée Lamartine, où elle apprend grec ancien et latin et reçoit sept prix d'excellence. Incitée à préparer le concours de l'École normale supérieure de jeunes filles, elle préfère cependant se tourner vers l'École normale supérieure, sur les conseils de Robert Klaerr. En 1934, elle entre à cet effet en classes préparatoires au lycée Louis-le-Grand. Elle y suit particulièrement les cours d'Albert Bayet, Arthur Huby et Pierre Clarac.
Reçue à l'ENS en 1936, elle est ainsi une des 41 élèves féminines de l'établissement, avant qu'il ne ferme ses portes aux femmes en 1940.
En 1940, elle est reçue à l'agrégation, féminine de lettres. Elle prend comme sujet de son mémoire de diplôme d'études supérieures  la Vie de Rancé, sous la direction de Maurice Levaillant. Elle est affectée pendant deux ans à Troyes, puis revient au lycée Lamartine. Ayant inscrit un sujet de thèse sur les Mémoires d'outre-tombe, elle y renonce toutefois après 1945. Mutée au lycée Molière, où elle côtoie Henriette Arasse, elle y enseigne le grec en classes préparatoires. Elle prend sa retraite en 1980.
Elle meurt en novembre 2006, à 91 ans.